# Phyllastrephus
Phyllastrephus – rodzaj ptaków z rodziny bilbili (Pycnonotidae).

## Zasięg występowania
Rodzaj obejmuje gatunki występujące w Afryce.

## Morfologia
Długość ciała 13–23 cm; masa ciała samców 13,5–67 g, samic 12,5–51 g.

## Systematyka

### Etymologia
- Phyllastrephus: gr. φυλλον phullon – liść; στρεφω strephō – podrzucać[6].
- Pyrrhurus: πυρρος purrhos – ognistoczerwony, czerwony, od πυρ pur, πυρος puros – ogień; ουρα oura – ogon[7]. Gatunek typowy: Phyllastrephus scandens Swainson, 1837.

### Podział systematyczny
Do rodzaju należą następujące gatunki:
- Phyllastrephus debilis (W.L. Sclater, 1899) – jasnobrzuch mały
- Phyllastrephus albigula (Grote, 1919) – jasnobrzuch tanzański
- Phyllastrephus xavieri (Oustalet, 1892) – jasnobrzuch żółtogardły
- Phyllastrephus icterinus (Bonaparte, 1850) – jasnobrzuch żółto-zielony
- Phyllastrephus albigularis (Sharpe, 1882) – jasnobrzuch łuskogłowy
- Phyllastrephus terrestris Swainson, 1837 – jasnobrzuch ziemny
- Phyllastrephus poensis Alexander, 1903 – jasnobrzuch górski
- Phyllastrephus fischeri (Reichenow, 1879) – jasnobrzuch rdzawosterny
- Phyllastrephus strepitans (Reichenow, 1879) – jasnobrzuch rudy
- Phyllastrephus cerviniventris Shelley, 1894 – jasnobrzuch szarawy
- Phyllastrephus cabanisi (Sharpe, 1882) – jasnobrzuch płowy
- Phyllastrephus lorenzi Sassi, 1914 – jasnobrzuch pstrogłowy
- Phyllastrephus scandens Swainson, 1837 – jasnobrzuch siwogłowy
- Phyllastrephus flavostriatus (Sharpe, 1876) – jasnobrzuch kreskowany
- Phyllastrephus poliocephalus (Reichenow, 1892) – jasnobrzuch żółty
- Phyllastrephus hypochloris (F.J. Jackson, 1906) – jasnobrzuch bury
- Phyllastrephus fulviventris Cabanis, 1876 – jasnobrzuch blady
- Phyllastrephus baumanni Reichenow, 1895 – jasnobrzuch oliwkowy